# Learn to Fly
«Learn to Fly» (с англ. — «Научусь летать») — сингл американской рок-группы Foo Fighters с их третьего студийного альбома There Is Nothing Left to Lose, выпущенный 18 сентября 1999 года.

## Описание
Сингл был выпущен двойным диском в Европе и Австралии и в качестве промосингла в других странах. «Learn to Fly» стала первой песней, с которой группа попала в Billboard Hot 100, заняв 19-ю позицию, и заняла первое место в чарте Modern Rock Tracks.
Видеоклип на песню снял режиссёр Джесси Перетц. В 2001 году клип получил премию «Грэмми» за лучшее музыкальное видео.
30 июля 2015 года на YouTube было опубликован видеоролик, в котором 1000 итальянских музыкантов (350 гитаристов, 250 певцов, 250 барабанщиков и 150 басистов) в Чезене (Италия) исполнили в унисон песню «Learn to Fly», после чего обратились к «Foo Fighters» с просьбой приехать в Чезену с концертом. По словам организатора акции, на подготовку к записи ролика потребовался один год. Дейв Грол ответил на обращение на итальянском языке, поблагодарил музыкантов за «красивое видео» и поклялся обязательно приехать в скором времени. 3 ноября 2015 года «Foo Fighters» отыграли в Чезене концерт из 27 песен, первой из которых была «Learn to Fly». А видеоролик положил начало гастрольному туру масштабного мирового проекта под названием «Rockin’ 1000», исполняющего хиты мировой рок-музыки, включая данную песню, закрывавшую каждое их выступление.

## Список композиций
Диск 1
1. «Learn to Fly»
2. «Iron and Stone» (кавер на песню группы The Obsessed)
3. «Have a Cigar» (кавер на песню группы Pink Floyd)

Диск 2
1. «Learn to Fly»
2. «Make a Bet»
3. «Have a Cigar»

Промо
1. «Learn to Fly»

## Позиции в чартах

### Чарты
| Чарт (1999)                         | Пиковая позиция |
| ----------------------------------- | --------------- |
| Австралия (ARIA)                    | 36              |
| Canada RPM Singles Chart            | 13              |
| Canada RPM Rock Chart               | 1               |
| Нидерланды (Dutch Top 40)           | 32              |
| Нидерланды (Single Top 100)         | 72              |
| Новая Зеландия (Recorded Music NZ)  | 23              |
| Швеция (Sverigetopplistan)          | 52              |
| Великобритания (OCC UK Singles)     | 21              |
| США (Billboard Hot 100)             | 19              |
| США (Billboard Alternative Airplay) | 1               |
| США (Billboard Mainstream Rock)     | 2               |
| США (Billboard Adult Pop Airplay)   | 15              |
| США (Billboard Pop Airplay)         | 22              |

| Чарт (2015)                       | Пиковая позиция |
| --------------------------------- | --------------- |
| Австрия (Ö3 Austria Top 40)       | 69              |
| Франция (SNEP)                    | 172             |
| Germany (Official German Charts)  | 97              |
| Швейцария (Schweizer Hitparade)   | 41              |
| US Rock Digital Songs (Billboard) | 14              |

### Сертификации
| Регион                                                      | Сертификация | Продажи  |
| ----------------------------------------------------------- | ------------ | -------- |
| Австралия (ARIA)                                            | Платиновый   | 70 000^  |
| Канада (Music Canada)                                       | Золотой      | 40,000^  |
| Великобритания (BPI)                                        | Платиновый   | 600 000  |
| США (RIAA)                                                  | Золотой      | 500 000^ |
| ^ Данные о тиражах приведены только на основе сертификации. |              |          |